# Hemicentrus obliquus
Hemicentrus obliquus är en insektsart som beskrevs av Yuan och Tian 1994. Hemicentrus obliquus ingår i släktet Hemicentrus och familjen hornstritar. Inga underarter finns listade i Catalogue of Life.